# Paradentalium natalense
Paradentalium natalense är en blötdjursart som först beskrevs av Barnard 1963.  Paradentalium natalense ingår i släktet Paradentalium och familjen Dentaliidae. Inga underarter finns listade i Catalogue of Life.